# Aeropuerto de Grenoble-Isère
El Aeropuerto Internacional de Grenoble-Isère (del francés: Aéroport de Grenoble-Isère) (IATA: GNB, OACI: LFLS) es un aeropuerto situado en la comuna de Saint Etienne de Saint-Geoirs, a unos 40 km del centro de Grenoble, en Francia.
Fue inaugurado en 1968 y tiene una terminal única, con instalaciones del aeropuerto (e.g. cambio de divisas), alquiler de coches, aparcamiento (aparcamiento corto y aparcamiento a largo plazo) y taxis. El aeropuerto está conectado mediante una línea de autobús y de tren, (línea: Aeropuerto de Grenoble - Lyon Part Dieu).
Un campus de la École nationale de l'aviation civile (universidad de aviación civil francesa) está ubicado en el aeródromo.

## Destinos internacionales
| Aerolíneas            | Destinos                                                                                        |
| --------------------- | ----------------------------------------------------------------------------------------------- |
| Aurigny               | Estacional: Guernsey                                                                            |
| British Airways       | Estacional: Londres–Gatwick, Londres–Heathrow                                                   |
| easyJet               | Estacional: Bristol, Edimburgo, Liverpool, Londres–Gatwick, Londres–Luton                       |
| Jet2.com              | Estacional: Birmingham, Londres–Stansted, Mánchester, Newcastle upon Tyne                       |
| Norwegian Air Shuttle | Estacional: Estocolmo–Arlanda                                                                   |
| Ryanair               | Estacional: Birmingham, Bristol, Dublín, Edimburgo, Londres–Luton, Londres–Stansted, Mánchester |
| Transavia             | Estacional: Róterdam/La Haya Chárter estacional: Copenhague                                     |
| Wizz Air              | Estacional: Londres–Gatwick, Londres–Luton, Vilna, Varsovia–Chopin                              |